# Apple II Plus
Apple II Plus (стилізований як Apple ][+ або apple ][ plus) — друга модель персональних комп’ютерів серії Apple II, вироблених Apple Computer. Він продавався з червня 1979 року по грудень 1982 року. Приблизно 380 000 II Plus було продано протягом чотирьох років виробництва, перш ніж у 1983 році їх замінив IIe.

## Характеристики

### Пам’ять
Apple II Plus поставляється з 16 КБ, 32 КБ або 48 КБ основної оперативної пам’яті, яку можна розширити до 64 КБ за допомогою мовної карти, карти розширення, яку можна встановити в слот 0 комп’ютера. Мікропроцесор Apple 6502 міг підтримувати максимум 64 КБ адресного простору, а машина з 48 КБ оперативної пам’яті досягла цього ліміту завдяки додатковим 12 КБ постійної пам’яті та 4 КБ адрес вводу-виводу. З цієї причини додаткова оперативна пам’ять у мовній картці була переключена через банк вбудованого ПЗУ машини, дозволяючи коду, завантаженому в додаткову пам’ять, використовуватися так, ніби це справді було ПЗУ. Таким чином, користувачі могли завантажувати Integer BASIC у мовну картку з диска та перемикатися між діалектами BASIC Integer та Applesoft за допомогою команд INT та FP DOS 3.3 так само, якби вони мали плату розширення BASIC ROM. Мовна картка також була потрібна для використання LOGO, Apple Pascal і FORTRAN 77. Apple Pascal і FORTRAN працювали в операційній системі, відмінній від DOS, на основі UCSD P-System, яка мала власний дисковий формат і включала «віртуальну машину», яка дозволив працювати на різних типах обладнання.

### CP/M
Незабаром після представлення II Plus у 1979 році Microsoft випустила Z-80 SoftCard, плату розширення для лінійки Apple II, яка дозволяла використовувати CP/M і містила власний Z80 і логіку для адаптації ЦП Z80 до автобуса Apple. SoftCard була надзвичайно популярною та єдиним найуспішнішим продуктом Microsoft протягом двох років, хоча недоліком було те, що вона була обмежена використанням дискового формату GCR Apple II, тому програмне забезпечення CP/M потрібно було отримати на дисках формату Apple або передавати через послідовний порт. посилання з іншої машини, на якій працює CP/M. SoftCard постачався з CP/M 2.2 і спеціальною версією MBASIC, яка підтримувала підмножину графічних команд Applesoft BASIC. Інші сторонні карти CP/M для Apple II пропонують додаткову пам’ять, CP/M 3.0 і швидкість ЦП до 8 МГц.

## Варіанти

### Apple II Europlus and J-Plus
Після успіху першого Apple II у Сполучених Штатах, у 1978 році Apple розширила свій ринок до Європи та Далекого Сходу, випустивши Apple II Europlus (Європа) та Apple II J-Plus (Японія). У цих моделях Apple внесла необхідні зміни в апаратне, програмне та мікропрограмне забезпечення, щоб відповідати стандартам за межами США та Канади. Блок живлення було модифіковано, щоб приймати місцеву напругу, а в європейській моделі вихідний відеосигнал було змінено з кольорового NTSC на монохромний PAL шляхом зміни деяких джамперів на материнській платі та використання дещо іншої частоти кварцевого генератора — додаткової відеокарти (яка працював лише в слоті 7) був потрібний для кольорової графіки PAL, оскільки прості прийоми, використані дизайнером Стівом Возняком для генерації сигналу псевдо-NTSC з мінімальним обладнанням, не були перенесені на більш складну систему PAL.

### ITT 2020
ITT 2020 був клоном Apple II, виготовленим ITT за ліцензією Apple Computer (перший ліцензований клон), спеціально для європейського ринку. На відміну від Apple II Europlus, ITT 2020 підтримував повну кольорову графіку PAL.

### Bell & Howell

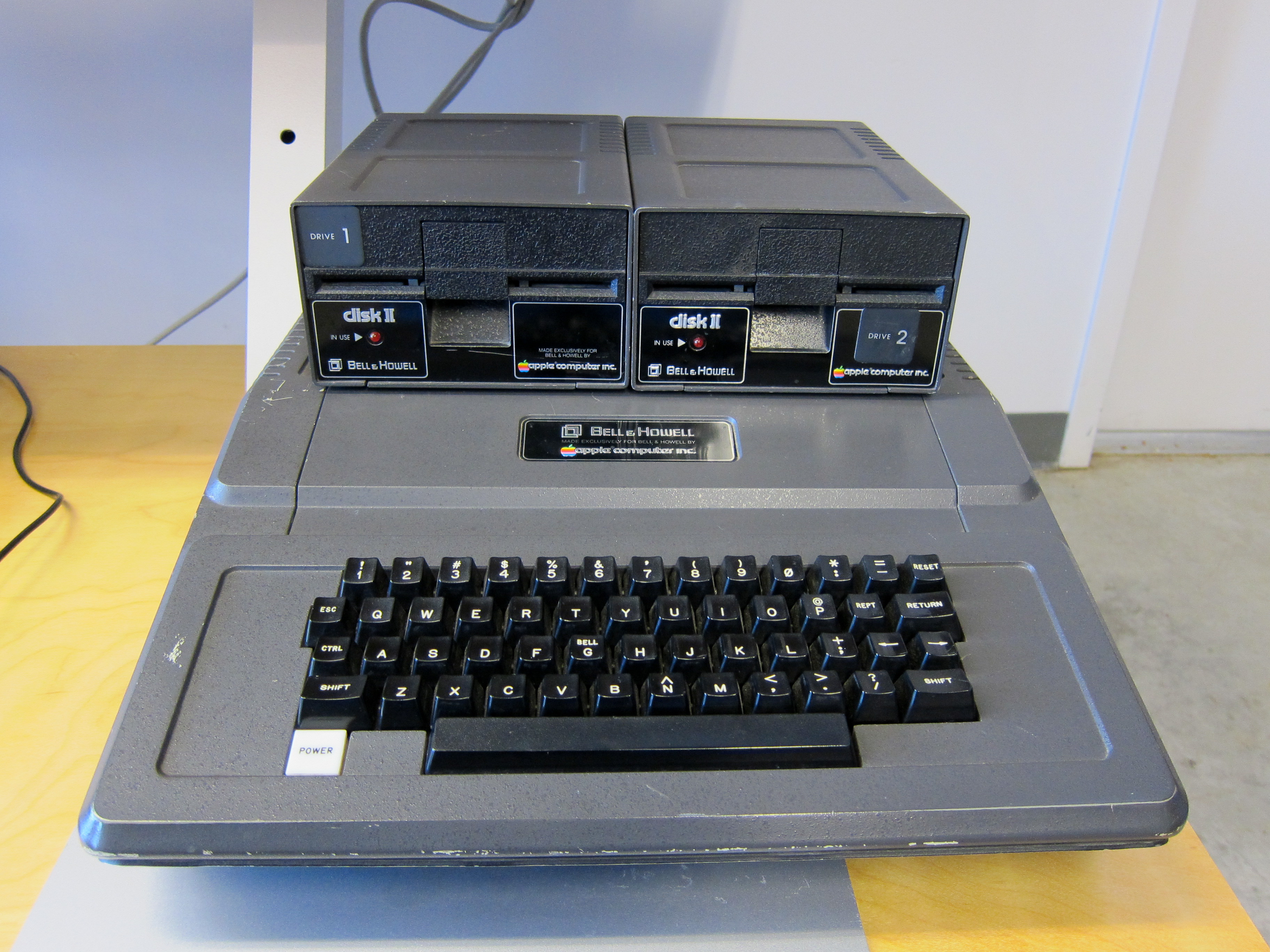
Bell & Howell Apple II Plus

Apple II Plus також продавався компанією Bell & Howell спеціально для освітніх ринків за спеціальною ліцензією Apple. Стандартний Apple II Plus не був у списку UL, оскільки верхню частину можна було відкрити; модель B&H була такою ж, як споживча версія, яку продала Apple, за винятком того, що вона поставлялася в чорному футлярі, який не відкривався так легко, і спеціальному пакеті A/V, що дозволяв продавати її як аудіо/відео обладнання. Компанія Bell & Howell укомплектувала пристрій додатковими «запчастинами», які пропонували різні входи та виходи для аудіо/відео обладнання для легкого взаємодії з II Plus. Це був єдиний чорний комп’ютер, який Apple виробляла до Macintosh TV у 1993 році.

### Військові застосування
Схвалена TEMPEST версія Apple II Plus була створена в 1980 році Інститутом технічних досліджень Джорджії для FORSCOM армії США та використовувалася як компонент у найраніших версіях системи Microfix. Запроваджена в 1982 році система Microfix була першою тактичною системою, що використовує технологію карт відеодисків (Laserdisc), що забезпечує масштабування та прокручування зображень карти в поєднанні з точковою базою даних розвідувальних даних, таких як бойовий порядок, аеродроми, дороги та мости.